# Struthiola pondoensis
Struthiola pondoensis är en tibastväxtart som beskrevs av Ernest Friedrich Gilg och C.H. Wr.. Struthiola pondoensis ingår i släktet Struthiola och familjen tibastväxter. Inga underarter finns listade i Catalogue of Life.